# Campbell Town
Campbell Town ist eine Kleinstadt im Zentrum des australischen Bundesstaates Tasmanien. Sie liegt am Midland Highway (N1). Bei der Volkszählung im Jahre 2016 wurde die Einwohnerzahl mit 834 festgestellt.

## Geschichte

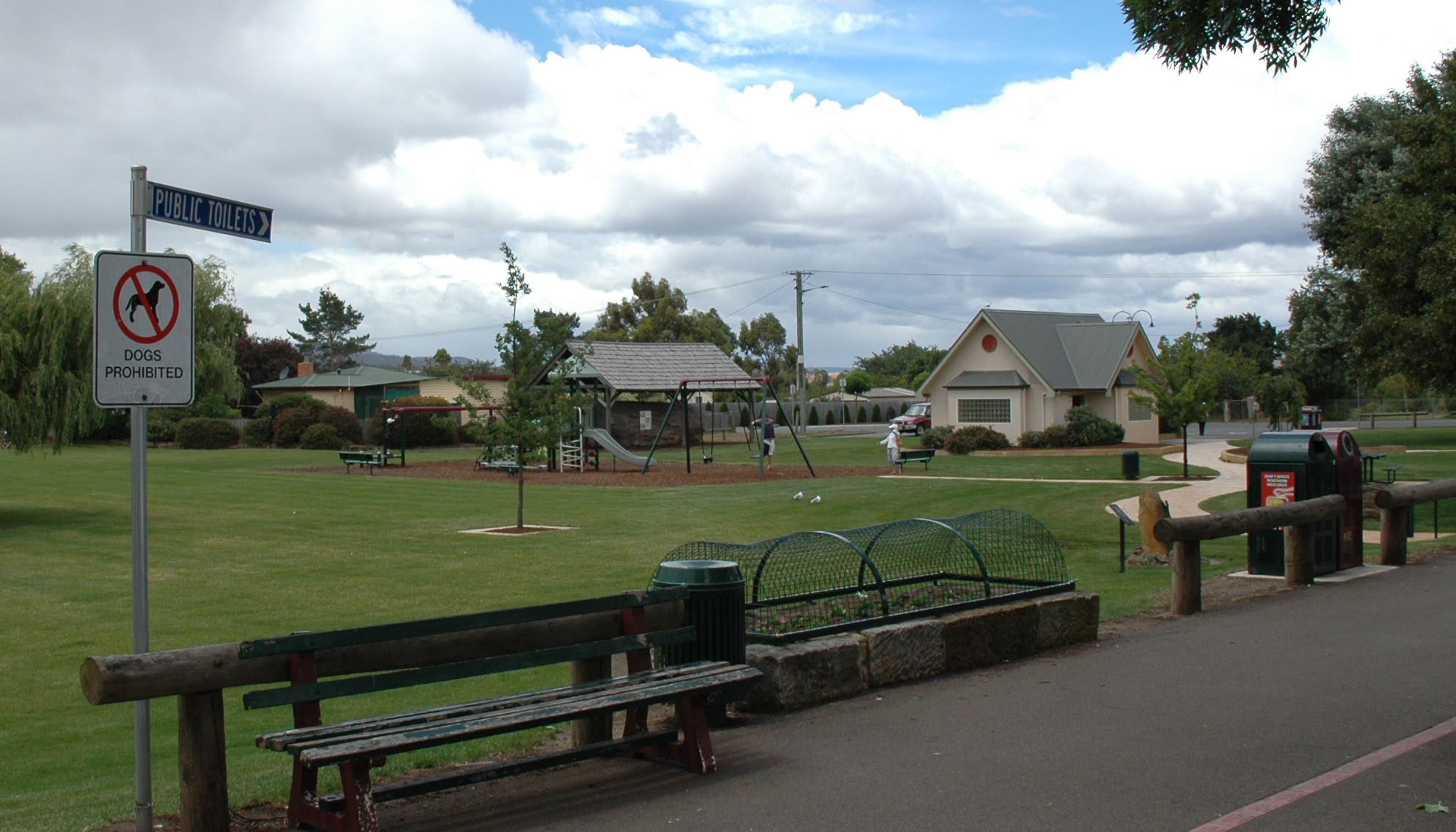
Stadtpark von Campbell Town

Die Stadt wurde vom Gouverneur Lachlan Macquarie nach seiner Frau Elizabeth Campbell benannt, ebenso wie der Elizabeth River, der durch die Stadt fließt.
Campbell Town war ursprünglich eine der vier Garnisonsstädte auf dem Weg von Hobart nach Launceston. Heute ist es die einzige größere Zwischenstation am Midland Highway mit Toiletten, einem Stadtpark, einem großen Parkplatz und einer Reihe von Lebensmittelgeschäften. Die Stadt fungiert auch als Einkaufszentrum für den größten Teil der Midlands.

## Red Bridge

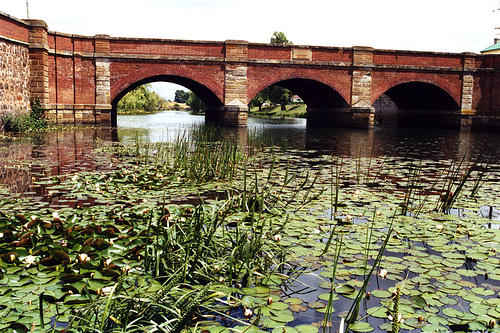
Red Bridge

Eine der Sehenswürdigkeiten der Stadt ist die von Sträflingen gebaute Red Bridge, die älteste Brücke im Netz der australischen Bundesstraßen. Die Brücke und der zugehörige Damm entstanden als Teil der ursprünglichen Hauptstraße und sollten Teil der Bell's Line of Road werden, aber diese Straße wurde nie weiter als bis Oatlands gebaut. Der Bau der Brücke begann 1836 und endete 1838. Sie besteht aus Ziegeln und hatte ursprünglich einen Holzaufbau. Dieser Holzaufbau wurde zwischenzeitlich ersetzt, aber die Stützkonstruktion ist noch original, was die Brücke zu einem seltenen Beispiel für die frühe australische Baukunst macht.

## Foxhunters Return
In Campbell Town findet sich „The Foxhunters Return“, eine Relaisstation im georgianischen Stil aus der Kolonialzeit, das einschließlich aller Nebengebäude erhalten ist und heute noch als Übernachtungsmöglichkeit für Reisende entlang des Midland Highway fungiert. Das Gasthaus wurde 1833 von Sträflingen erbaut; das Haupthaus wurde unter Leitung des Steinmetzes Hugh Keane gebaut. Der National Trust of Australia beschreibt das Foxhunters Return als „schönsten und wichtigsten Hotelbau der späten Kolonialzeit in Australien“. Während des Baus der Red Bridge übernachteten die Sträflinge in den ausgedehnten Kellern unter dem Foxhunters Return, das an den Ufern des Elizabeth River in der Nähe der Red Bridge liegt. Diese Keller bestehen aus von Sträflingen errichteten Sandstein- und Ziegelgewölben und beherbergen heute „The Book Cellar“, der täglich geöffnet ist.